# Épave d'Intan
L'épave d'Intan, nommée d'après le champ pétrolier voisin d'Intan, a été découverte par des pêcheurs en mer de Java. Les fouilles ont permis de récupérer des milliers d'objets. Le bateau lui-même avait totalement disparu. Toutefois, les fragments de bois trouvés ont fourni d'importants renseignements sur les essences utilisées et les techniques de construction. L'analyse au carbone 14, celle de la céramique tirée de l'épave, et une date équivalent à 918 apr. J.-C. indiquée sur les pièces chinoises trouvées, permettent de dater l'épave du début du Xe siècle, soit la période des Cinq Dynasties et des Dix Royaumes (906-960).
Une grande partie de la cargaison était constituée de céramique chinoise de caractère utilitaire ou de prestige. Il y avait aussi une importante quantité de poteries thaïs, ainsi que des tessons de poteries du Moyen-Orient. On a également trouvé des pièces de monnaie, des miroirs de bronze, des lingots d'argent et de la ferronnerie chinoise, ainsi que des lingots d'étain provenant des mines de l'isthme de Kra, et des lingots de bronze. Parmi les objets non céramiques et non métalliques, il y avait des résines aromatiques, de l'ivoire, des pierres et de la verrerie.
Les essences de bois identifiées semblent indiquer une construction dans l'archipel indonésien. La diversité de cette cargaison laisse supposer que le bateau avait fait escale dans un port d'entrepôt, très vraisemblablement Sriwijaya (aujourd'hui Palembang dans le sud de Sumatra). L'emplacement et la disposition de l'épave suggèrent comme destination un port de Java. La présence d'une importante quantité de métaux renforce cette hypothèse, car Java ne possède pas de gisements métallifères significatifs.
L'importance de l'épave et de sa cargaison tiennent à l'interprétation qu'elles permettent. Elles révèlent en effet que Sumatra pouvait être un lieu d'origine pour des objets, notamment de bronze, ainsi que de pièces de monnaie d'or. 

## Source
- Flecker, Michael, « Archaeological Excavation of the 10th Century Intan Shipwreck - Project Summary », Southeast Asian Studies Programme, National University of Singapore